# × Serapicamptis
× Serapicamptis – hybrydowy rodzaj roślin z rodziny storczykowatych (Orchidaceae). Obejmuje 29 gatunków występujących w Europie w takich krajach i regionach jak: Korsyka, Francja, Grecja, Włochy, Hiszpania, Turcja, Słowenia, Bośnia i Hercegowina, Serbia, Macedonia Północna, Chorwacja. Formuła hybrydowa to Anacamptis × Serapias.

## Systematyka
Rodzaj sklasyfikowany do podplemienia Orchidinae w plemieniu Orchideae, podrodzina storczykowe (Orchidoideae), rodzina storczykowate (Orchidaceae), rząd szparagowce (Asparagales) w obrębie roślin jednoliściennych.
Wykaz gatunków
- × Serapicamptis adulterina (E.G.Camus) J.M.H.Shaw
- × Serapicamptis anatolica (Renz & Taubenheim) J.M.H.Shaw
- × Serapicamptis andaluciana (B.Baumann & H.Baumann) H.Kretzschmar, Eccarius & H.Dietr.
- × Serapicamptis barlae (K.Richt.) J.M.H.Shaw
- × Serapicamptis bevilacquae (Penz.) J.M.H.Shaw
- × Serapicamptis capitata (E.G.Camus) H.Kretzschmar, Eccarius & H.Dietr.
- × Serapicamptis correvonii (E.G.Camus & A.Camus) J.M.H.Shaw
- × Serapicamptis cytherea (B.Baumann & H.Baumann) H.Kretzschmar, Eccarius & H.Dietr.
- × Serapicamptis debeauxii (E.G.Camus) J.M.H.Shaw
- × Serapicamptis ducoroniae (P.Delforge) J.M.H.Shaw
- × Serapicamptis duffortii (E.G.Camus) H.Kretzschmar, Eccarius & H.Dietr.
- × Serapicamptis erhardtiana (K.Lorenz & R.Lorenz) J.M.H.Shaw
- × Serapicamptis fontanae (E.G.Camus) H.Kretzschmar, Eccarius & H.Dietr.
- × Serapicamptis forbesii Godfery
- × Serapicamptis garbariorum (Murr) J.M.H.Shaw
- × Serapicamptis ligustica (E.G.Camus) J.M.H.Shaw
- × Serapicamptis monfortensis (De la Peña) Chetta, Gennaio, Medagli & M.Gargiulo
- × Serapicamptis mutata (E.G.Camus) J.M.H.Shaw
- × Serapicamptis myrtoa (Kalop. & Aperghis) J.M.H.Shaw
- × Serapicamptis nelsoniana (Bianco, D'Emerico, Medagli & Ruggiero) J.M.H.Shaw
- × Serapicamptis nouletii (Rouy) J.M.H.Shaw
- × Serapicamptis pisanensis (Godfery) J.M.H.Shaw
- × Serapicamptis portiferi Lumare & Medagli
- × Serapicamptis rousii (Du Puy) J.M.H.Shaw
- × Serapicamptis sonii (M.Hirth & H.Spaeth) H.Kretzschmar, Eccarius & H.Dietr.
- × Serapicamptis timbali (K.Richt.) H.Kretzschmar, Eccarius & H.Dietr.
- × Serapicamptis tommasinii (A.Kern.) J.M.H.Shaw
- × Serapicamptis traverseriana S.Baumann
- × Serapicamptis triloba (Viv.) J.M.H.Shaw